# NGC 2336
NGC 2336 је спирална галаксија у сазвежђу Жирафа која се налази на NGC листи објеката дубоког неба.
Деклинација објекта је + 80° 10' 40" а ректасцензија 7h 27m 3,6s. Привидна величина (магнитуда) објекта NGC 2336 износи 10,3 а фотографска магнитуда 11,1. Налази се на удаљености од 34,553 милиона парсека од Сунца. NGC 2336 је још познат и под ознакама UGC 3809, MCG 13-6-6, CGCG 348-34, IRAS 07184+8016, CGCG 349-4, KCPG 132A, PGC 21033.